# Joseph Deiss

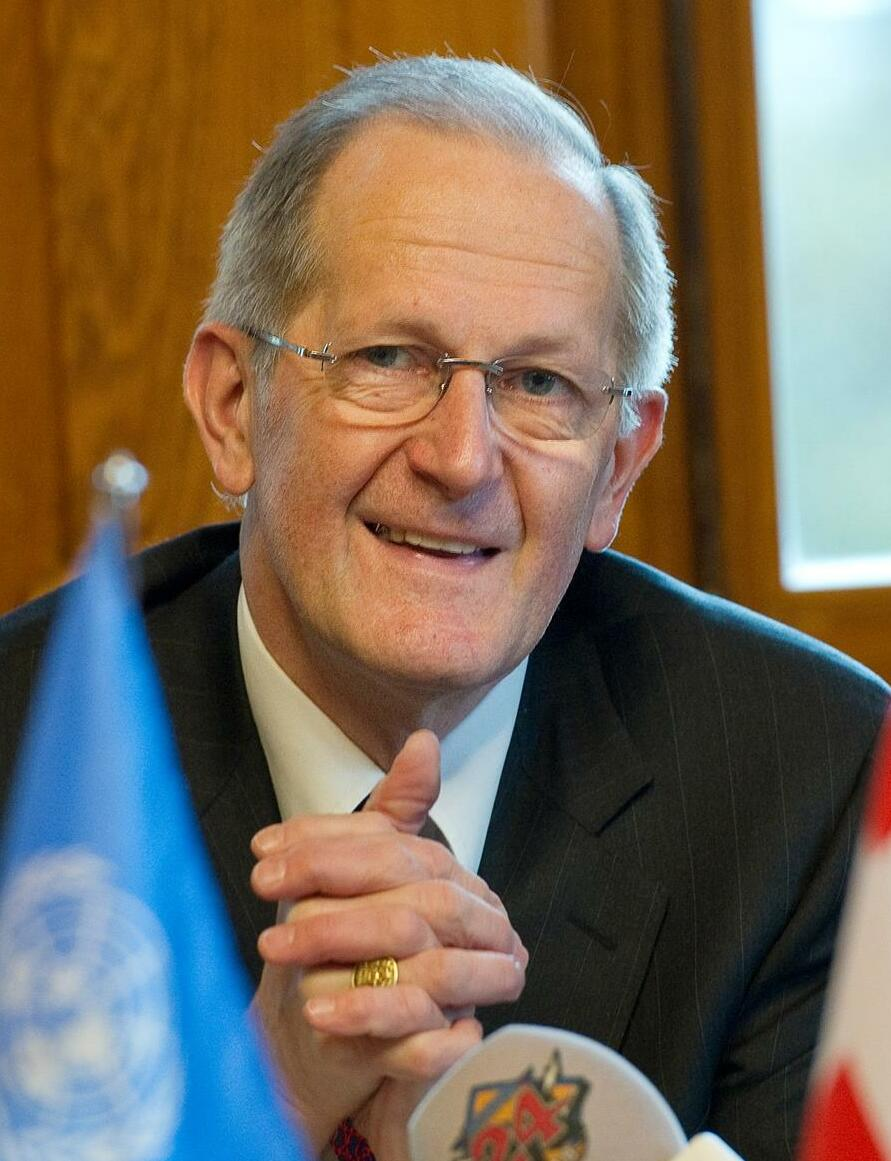
Joseph Deiss, 2010

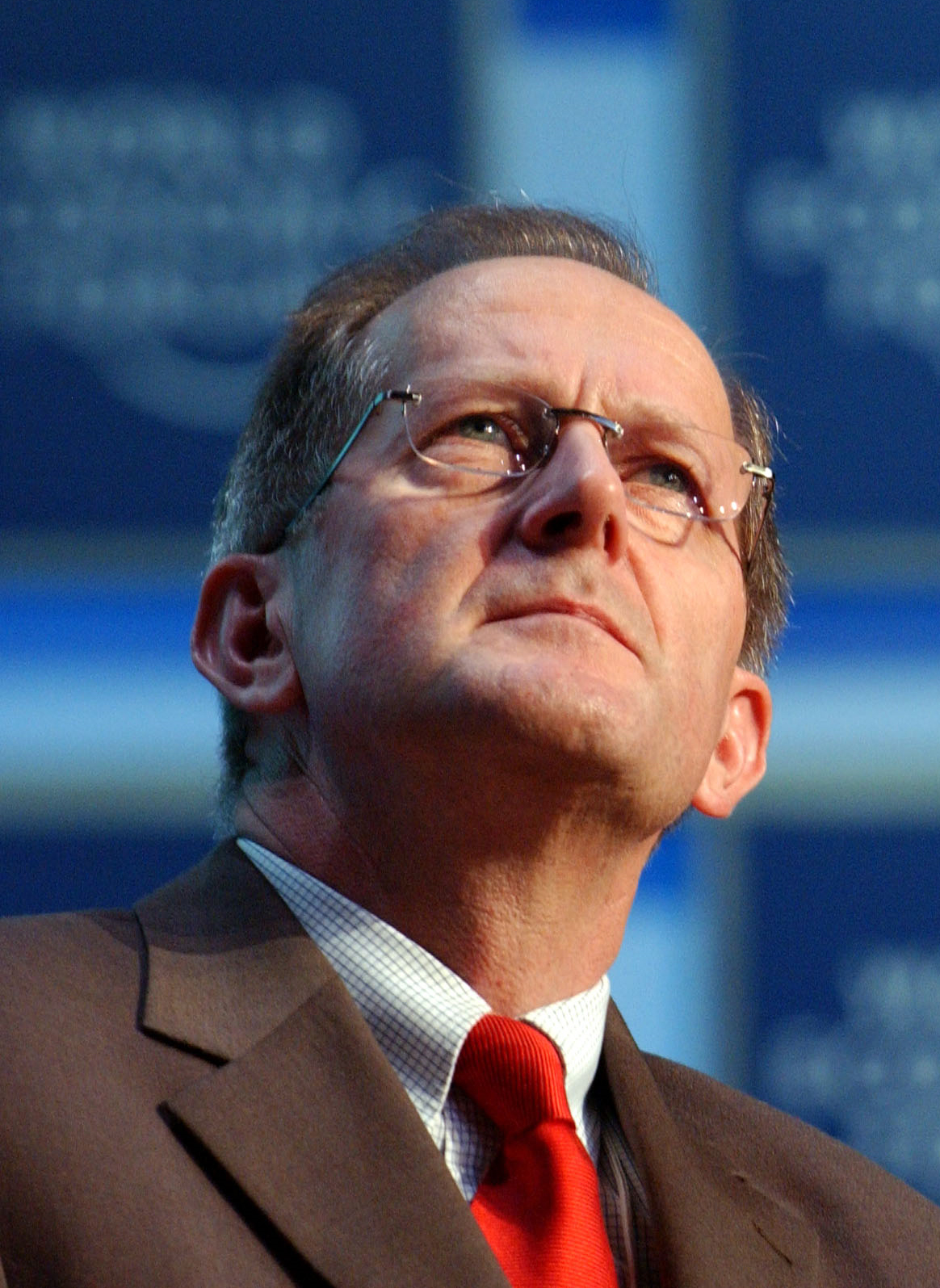
Joseph Deiss am Jahrestreffen des World Economic Forum in Davos 2004

Joseph Deiss (* 18. Januar 1946 in Freiburg; heimatberechtigt in Barberêche (Bärfischen) und Zeihen) ist ein Schweizer Professor für Volkswirtschaftslehre und Wirtschaftspolitik, Politiker (CVP), ehemaliger Bundesrat und Bundespräsident 2004.

## Leben
Nach dem Schulbesuch in Freiburg studierte Joseph Deiss Wirtschafts- und Sozialwissenschaften und wurde 1973 promoviert. Von 1973 an dozierte er Volkswirtschaftslehre an der Universität Freiburg. Er verbrachte einige Zeit mit Forschungsarbeiten am King’s College der Universität Cambridge. 1983 wurde er ausserordentlicher Professor, 1984 erhielt er einen Ruf als ordentlicher Professor für Volkswirtschaftslehre und Wirtschaftspolitik an der Universität Freiburg. In den Jahren 1996 bis 1998 war er Dekan der dortigen Fakultät für Wirtschafts- und Sozialwissenschaften. Während seiner Zeit an der Universität war er zudem Verwaltungsratspräsident der Schumacher AG in Schmitten und Vorsitzender der Raiffeisenbank in Courtepin.
Deiss ist verheiratet und hat drei Kinder. Er lebte bis Mai 2011 in Barberêche im Kanton Freiburg, seither in Freiburg. Er ist seit 2007 Ehrenbürger von Zeihen.

## Politik
Seine politische Karriere begann Deiss 1981 als Abgeordneter im Grossen Rat des Kantons Freiburg, den er 1991 präsidierte. Von 1982 bis 1996 war er zudem Gemeindepräsident von Barberêche. 1991 wurde er in den Nationalrat gewählt. Von 1995 bis 1996 war er Vizepräsident der Aussenpolitischen Kommission. Von 1993 bis 1996 amtete Joseph Deiss zudem als Preisüberwacher der Schweiz. Anschliessend war er bis 1998 Präsident der nationalrätlichen Kommission für die Totalrevision der Bundesverfassung. Bei den Ersatzwahlen vom 11. März 1999 wurde Deiss als Nachfolger von Flavio Cotti in den Bundesrat gewählt. Er war einer der drei offiziellen Kandidaten der CVP, neben Adalbert Durrer und Remigio Ratti. Im sechsten Wahlgang setzte er sich gegen den inoffiziellen Kandidaten Peter Hess durch. Von 1999 bis 2002 stand er dem Eidgenössischen Departement für auswärtige Angelegenheiten vor. 2003 wechselte er ins Volkswirtschaftsdepartement. Nachdem seine Parteikollegin Ruth Metzler-Arnold bei den Bundesratswahlen 2003 nicht wiedergewählt worden war, wurde Deiss an ihrer Stelle zum Bundespräsidenten für das Jahr 2004 gewählt – ein Jahr früher als vorgesehen. Am 27. April 2006 gab Joseph Deiss seinen Rücktritt auf den 31. Juli 2006 bekannt. Bei der Ersatzwahl vom 14. Juni 2006 wählte die Bundesversammlung Doris Leuthard zur Nachfolgerin von Bundesrat Joseph Deiss. Deiss galt als sachkundiger und ausgleichender Bundesrat. Sein grösster Erfolg als Aussenminister war der Beitritt der Schweiz zur UNO. Zuletzt setzte er sich für ein Freihandelsabkommen mit den USA und eine Übernahme des Cassis-de-Dijon-Prinzips von der EU ein.
Am 11. Juni 2010 wurde Deiss zum Präsidenten der UNO-Generalversammlung gewählt. Er trat das Amt mit Beginn der 65. Sitzungsperiode am 14. September 2010 für eine Dauer von einem Jahr an. Am 12. September 2011 übergab er das Amt seinem Nachfolger Nassir Abdulaziz al-Nasser aus Katar.

## Trivia
Deiss kam in der US-amerikanischen Zeichentrickserie South Park vor. In der Folge «Kanada im Streik» (4. Folge, 12. Staffel) führt er die Verhandlungen mit den Kanadiern. Zum ersten Mal zu sehen ist er bei ca. 3 min und 19 Sekunden. Er ist damit der erste Schweizer, der es in die Serie geschafft hat.

## Auszeichnungen
2008 wurde ihm der japanische große Orden der Aufgehenden Sonne am Band verliehen.

## Wissenschaftliche Arbeiten
- Manuel d’économie politique, mit Danielle Meuwly, 1994
- Initiation à l’économie politique : analyse économique de la Suisse, 1982
- Economie politique et politique économique de la Suisse, 1979
- The regional adjustment process and regional monetary policy, 1978
- La théorie pure des termes de l’échange international, 1971 (Doktorarbeit)